# David Murdoch
David Murdoch (Dumfries, 17 de abril de 1978) es un deportista británico que compitió por Escocia en curling.
Participó en tres Juegos Olímpicos de Invierno, obteniendo una medalla de plata en Sochi 2014, el cuarto lugar en Turín 2006 y el quinto en Vancouver 2010.
Ganó seis medallas en el Campeonato Mundial de Curling entre los años 2005 y 2013, y seis medallas en el Campeonato Europeo de Curling entre los años 2003 y 2013.

## Palmarés internacional
| Representando al Reino Unido |                                   |                   |        |
| Juegos Olímpicos             |                                   |                   |        |
| Año                          | Lugar                             | Medalla           | Prueba |
| 2014                         | Sochi (Rusia)                     | Medalla de plata  | Equipo |
| Representando a Escocia      |                                   |                   |        |
| Campeonato Mundial           |                                   |                   |        |
| Año                          | Lugar                             | Medalla           | Prueba |
| 2005                         | Victoria (Canadá)                 | Medalla de plata  | Equipo |
| 2006                         | Lowell (Estados Unidos)           | Medalla de oro    | Equipo |
| 2008                         | Grand Forks (Estados Unidos)      | Medalla de plata  | Equipo |
| 2009                         | Moncton (Canadá)                  | Medalla de oro    | Equipo |
| 2010                         | Cortina d'Ampezzo (Italia)        | Medalla de bronce | Equipo |
| 2013                         | Victoria (Canadá)                 | Medalla de bronce | Equipo |
| Campeonato Europeo           |                                   |                   |        |
| Año                          | Lugar                             | Medalla           | Prueba |
| 2003                         | Courmayeur (Italia)               | Medalla de oro    | Equipo |
| 2005                         | Garmisch-Partenkirchen (Alemania) | Medalla de bronce | Equipo |
| 2006                         | Basilea (Suiza)                   | Medalla de plata  | Equipo |
| 2007                         | Füssen (Alemania)                 | Medalla de oro    | Equipo |
| 2008                         | Örnsköldsvik (Suecia)             | Medalla de oro    | Equipo |
| 2013                         | Stavanger (Noruega)               | Medalla de bronce | Equipo |